# Виландт, Ларс
Ларс Ри́ддерманд Вила́ндт (дат. Lars Riddermand Vilandt; род. 22 августа 1974, Рёдовре, Копенгаген) — датский кёрлингист и тренер по кёрлингу.
В составе мужской сборной Дании участник зимних Олимпийских игр 2010 и 2014 годов (лучший результат — шестое место в 2014 году); участник десяти чемпионатов мира (лучший результат — четвёртое место в 2013 году), семи чемпионатов Европы (лучший результат — бронзовые призёры в 2007 и 2011). Двенадцатикратный чемпион Дании среди мужчин. Чемпион Дании среди смешанных команд. В составе юниорской мужской сборной участник трёх юниорских чемпионатов мира (лучший результат — восьмое место в 1994 и 1995 годах). Трёхкратный чемпион Дании среди юниоров.
В «классическом» кёрлинге (команда из четырёх человек одного пола) в основном играет на позициях второго и третьего.

## Достижения
- Чемпионат Европы по кёрлингу: бронза (2007, 2011).
- Чемпионат Дании по кёрлингу среди мужчин: золото (2001, 2004, 2005, 2007, 2008, 2009, 2010, 2012, 2013, 2014, 2015, 2019), серебро (2024).
- Чемпионат Дании по кёрлингу среди смешанных команд: золото (2003).
- Чемпионат Дании по кёрлингу среди юниоров: золото (1994, 1995, 1996).

## Команды
| Сезон                                          | Четвёртый         | Третий            | Второй                | Первый                | Запасной                                      | Турниры                                                |
| ---------------------------------------------- | ----------------- | ----------------- | --------------------- | --------------------- | --------------------------------------------- | ------------------------------------------------------ |
| 1993—94                                        | Йонни Фредериксен | Кеннет Хертсдаль  | Ларс Виландт          | Бо Йенсен             | Lars Nissen                                   | ЧДЮ 1994 · ЧМЮ 1994 (8 место)                          |
| 1994—95                                        | Йонни Фредериксен | Бо Йенсен         | Ларс Виландт          | Lars Nissen           |                                               | ЧДЮ 1995 · ЧМЮ 1995 (8 место)                          |
| 1995—96                                        | Йонни Фредериксен | Бо Йенсен         | Ларс Виландт          | Lars Nissen           | Каспер Викстен                                | ЧДЮ 1996 · ЧМЮ 1996 (9 место)                          |
| 2000—01                                        | Йонни Фредериксен | Хенрик Якобсен    | Ларс Виландт          | Бо Йенсен             | Герт Ларсен тренер: Олле Брудстен (ЧМ)        | ЧДМ 2001 · ЧМ 2001 (10 место)                          |
| 2003—04                                        | Йонни Фредериксен | Ларс Виландт      | Бо Йенсен             | Кеннет Дауке Андерсен | Хенрик Якобсен                                | ЧДМ 2004                                               |
| 2003—04                                        | Йонни Фредериксен | Ларс Виландт      | Кеннет Дауке Андерсен | Бо Йенсен             | Хенрик Якобсен                                | ЧМ 2004 (8 место)                                      |
| 2004—05                                        | Йонни Фредериксен | Ларс Виландт      | Бо Йенсен             | Кеннет Дауке Андерсен | Хенрик Якобсен                                | ЧДМ 2005                                               |
| 2004—05                                        | Йонни Фредериксен | Ларс Виландт      | Кеннет Хертсдаль      | Бо Йенсен             | Иван Фредериксен тренер: Рене Арнсфельт       | ЧМ 2005 (11 место)                                     |
| 2005—06                                        | Йонни Фредериксен | Ларс Виландт      | Кеннет Хертсдаль      | Бо Йенсен             |                                               |                                                        |
| 2006—07                                        | Йонни Фредериксен | Ларс Виландт      | Бо Йенсен             | Кеннет Хертсдаль      | Иван Фредериксен тренер: Рене Арнсфельт (ЧМ)  | ЧЕ 2006 (8 место) · ЧДМ 2007 · ЧМ 2007 (11 место)      |
| 2007—08                                        | Йонни Фредериксен | Ларс Виландт      | Бо Йенсен             | Кеннет Хертсдаль      | Миккель Поульсен тренер: Ульрик Шмидт         | ЧЕ 2007                                                |
| 2007—08                                        | Йонни Фредериксен | Ларс Виландт      | Кеннет Хертсдаль      | Бо Йенсен             | Ульрик Шмидт                                  | ЧДМ 2008                                               |
| 2007—08                                        | Йонни Фредериксен | Ларс Виландт      | Бо Йенсен             | Ульрик Шмидт          | Миккель Поульсен тренер: Джон Хелстон         | ЧМ 2008 (9 место)                                      |
| 2008—09                                        | Йонни Фредериксен | Ларс Виландт      | Кеннет Хертсдаль      | Бо Йенсен             | Ульрик Шмидт                                  | ЧДМ 2009                                               |
| 2008—09                                        | Йонни Фредериксен | Ульрик Шмидт      | Бо Йенсен             | Ларс Виландт          | Миккель Поульсен тренер: Джеймс Драйбур       | ЧЕ 2008 (5 место) ЧМ 2009 (7 место)                    |
| 2009—10                                        | Йонни Фредериксен | Ларс Виландт      | Кеннет Хертсдаль      | Бо Йенсен             | Ульрик Шмидт                                  | ЧДМ 2010                                               |
| 2009—10                                        | Йонни Фредериксен | Ульрик Шмидт      | Бо Йенсен             | Ларс Виландт          | Миккель Поульсен тренер: Джеймс Драйбур       | ЧЕ 2009 (7 место) ЗОИ 2010 (9 место) ЧМ 2010 (5 место) |
| 2011—12                                        | Расмус Стьерне    | Йонни Фредериксен | Миккель Поульсен      | Троэльс Харри         | Ларс Виландт тренер: Джеймс Драйбур (ЧЕ, ЧМ)  | ЧЕ 2011 · ЧДМ 2012 · ЧМ 2012 (7 место)                 |
| 2012—13                                        | Расмус Стьерне    | Йонни Фредериксен | Миккель Поульсен      | Троэльс Харри         | Ларс Виландт тренер: Джеймс Драйбур (ЧЕ, ЧМ)  | ЧЕ 2012 (4 место) · ЧДМ 2013 · ЧМ 2013 (4 место)       |
| 2013—14                                        | Расмус Стьерне    | Йонни Фредериксен | Миккель Поульсен      | Троэльс Харри         | Ларс Виландт тренер: Джеймс Драйбур (ЧЕ, ЗОИ) | ЧЕ 2013 (4 место) · ЗОИ 2014 (6 место) · ЧДМ 2014      |
| 2013—14                                        | Расмус Стьерне    | Йонни Фредериксен | Ларс Виландт          | Троэльс Харри         | Оливер Дюпон тренер: Джеймс Драйбур           | ЧМ 2014 (12 место)                                     |
| 2014—15                                        | Йонни Фредериксен | Бо Йенсен         | Ларс Виландт          | Кеннет Хертсдаль      |                                               | ЧДМ 2015                                               |
| 2018—19                                        | Расмус Стьерне    | Йонни Фредериксен | Ларс Виландт          | Оливер Дюпон          | Кеннет Хертсдаль                              | ЧДМ 2019                                               |
| 2023—24                                        | Расмус Стьерне    | Йонни Фредериксен | Оливер Дюпон          | Миккель Поульсен      | Ларс Виландт                                  | ЧДМ 2024                                               |
| Кёрлинг среди смешанных команд (mixed curling) |                   |                   |                       |                       |                                               |                                                        |
| 2002—03                                        | Йонни Фредериксен | Nete Larsen       | Кеннет Дауке          | Pernille Nielsen      | Ларс Виландт                                  | ЧДСК 2003                                              |

(скипы выделены полужирным шрифтом)

## Результаты как тренера национальных сборных
| Год  | Турнир                                                             | Сборная             | Место |
| ---- | ------------------------------------------------------------------ | ------------------- | ----- |
| 2006 | Чемпионат мира по кёрлингу среди юниоров 2006                      | Дания (юниоры жен.) | 3     |
| 2010 | Чемпионат Европы по кёрлингу 2010                                  | Дания (мужчины)     | 2     |
| 2018 | Чемпионат мира по кёрлингу среди юниоров (группа Б) 2018           | Дания (юниоры муж.) | 18    |
| 2018 | Чемпионат мира по кёрлингу среди юниоров (группа Б) 2018           | Дания (юниоры жен.) | 22    |
| 2019 | Чемпионат мира по кёрлингу среди юниоров (группа Б) 2019 (январь)  | Дания (юниоры муж.) | 19    |
| 2019 | Чемпионат мира по кёрлингу среди юниоров (группа Б) 2019 (декабрь) | Дания (юниоры муж.) | 9     |
| 2022 | Чемпионат мира по кёрлингу среди юниоров (группа Б) 2022 (декабрь) | Дания (юниоры муж.) | 5     |
| 2023 | Чемпионат мира по кёрлингу среди юниоров (группа Б) 2023           | Дания (юниоры муж.) | 3     |
| 2024 | Чемпионат мира по кёрлингу среди юниоров 2024                      | Дания (юниоры муж.) | 3     |
| 2024 | Чемпионат Европы по кёрлингу 2024                                  | Дания (мужчины)     | 11    |
| 2025 | Чемпионат мира по кёрлингу среди юниоров 2025                      | Дания (юниоры муж.) | 5     |